# هنري ثاتشر
هنري ثاتشر (بالإنجليزية: Henry Thatcher)‏ هو ضابط أمريكي، ولد في 26 مايو 1806 في Thomaston, Maine ‏ في الولايات المتحدة، وتوفي في 5 أبريل 1880 في وينتشتر ‏ في الولايات المتحدة.